# Euryptera albosterna
Euryptera albosterna là một loài bọ cánh cứng trong họ Cerambycidae.